# Philodendron cuneatum
Philodendron cuneatum är en kallaväxtart som beskrevs av Adolf Engler. Philodendron cuneatum ingår i släktet Philodendron och familjen kallaväxter. Inga underarter finns listade.